# (4390) Madreteresa
(4390) Madreteresa es un asteroide perteneciente al cinturón de asteroides, descubierto el 5 de abril de 1976 por el equipo del Observatorio Félix Aguilar desde el Complejo Astronómico El Leoncito, San Juan, Argentina.

## Designación y nombre
Designado provisionalmente como 1976 GO8. Fue nombrado Madreteresa en honor de la monja católica albanesa Madre Teresa de Calcuta.

## Características orbitales
Madreteresa está situado a una distancia media del Sol de 2,399 ua, pudiendo alejarse hasta 2,972 ua y acercarse hasta 1,825 ua. Su excentricidad es 0,239 y la inclinación orbital 10,72 grados. Emplea 1357 días en completar una órbita alrededor del Sol.

## Características físicas
La magnitud absoluta de Madreteresa es 13,3. Tiene 10,835 km de diámetro y su albedo se estima en 0,033. Está asignado al tipo espectral Cgh según la clasificación SMASSII.